# Đặng Thanh Liêm
Đặng Thanh Liêm (1925-2017) nguyên là một cựu tướng lĩnh Bộ binh của Quân lực Việt Nam Cộng hòa, cấp bậc Thiếu tướng. Ông xuất thân từ trường Võ bị Liên quân Viễn Đông được Quân đội Pháp mở ra ở Cao nguyên Trung phần, với mục đích đào tạo các thí sinh thuộc Đông Dương trở thành sĩ quan phục vụ cho Quân đội thuộc địa. Trong thời gian tại ngũ, ông đã giữ từ chức vụ nhỏ nhất là chỉ huy cấp Trung đội và cứ theo thứ tự đi lên, sau cùng ông giữ chức Tư lệnh đơn vị Bộ binh cấp Sư đoàn. Ngoài ra, ông còn được giao nhiệm vụ ở ngành Quân huấn, đào tạo nhân lực cho Quân đội Việt Nam Cộng hòa. Tuy nhiên, ở tuổi 40 ông bị giải ngũ trước thời hạn.

## Tiểu sử & Binh nghiệp
Ông sinh vào tháng 12 năm 1925 trong một gia đình điền chủ tại Thủ Dầu Một, Bình Dương, miền đông Nam phần Việt Nam. Thiếu thời ông học Tiểu học ở Thủ Dầu Một. Khi học lên trên, ông được gia đình cho về học Trung học theo giáo trình Pháp ở Sài Gòn. Năm 1944, ông tốt nghiệp Trung học Đệ nhất cấp với văn bằng Thành chung.

### Quân đội Liên hiệp Pháp
Giữa năm 1946, ông nhập ngũ vào Quân đội Thuộc địa Pháp, mang số quân: 45/105.603. Theo học khóa 1 Nguyễn Văn Thinh tại trường Võ bị Liên quân Viễn đông ở Đà Lạt, khai giảng ngày 15 tháng 7 năm 1946. Ngày 1 tháng 7 năm 1947 mãn khóa tốt nghiệp với cấp bậc Chuẩn úy. Ra trường, giữ chức vụ Trung đội trưởng thuộc Tiểu đoàn Khinh binh Pháp, đồn trú tại Bắc phần. Đầu tháng 7 năm 1948, ông được thăng cấp Thiếu úy tại nhiệm. Sau đó chuyển sang Tiểu đoàn 17 Việt Nam trong Quân đội Liên hiệp Pháp, đồn trú tại Trà Vinh.

### Quân đội Quốc gia Việt Nam
Giữa năm 1950, sau khi chuyển sang phục vụ cho Quân đội Quốc gia mới thành lập, ông được thăng cấp Trung úy và được cử làm Đại đội trưởng Đại đội 2 của Tiểu đoàn 17. Tháng Giêng năm 1952, ông được lên giữ chức Tiểu đoàn phó của Tiểu đoàn này.
Cuối tháng 7 năm 1954, sau Hiệp định Genève (20 tháng 7), ông được thăng cấp Đại úy và được bổ nhiệm chức vụ Tiểu đoàn trưởng Tiểu đoàn 17 Việt Nam.

### Quân đội Việt Nam Cộng hòa
Tháng 10 năm 1957, sau 2 năm phục vụ Quân đội Việt Nam Cộng hòa, ông được thăng cấp Thiếu tá và được cử đi du học lớp Chỉ huy Tham mưu cao cấp tại trường Fort Leavenworth thuộc Tiểu bang Kansas, Hoa Kỳ (thời gian thụ huấn 42 tuần). Đến đầu năm 1960, ông được thăng cấp Trung tá giữ chức Tham mưu phó Quân huấn tại Bộ Tổng tham mưu.
Đầu tháng 11 năm 1963, sau cuộc đảo chính Chính quyền Tổng thống Ngô Đình Diệm (ngày 1 tháng 11). Ngày 4 tháng 11 ông được thăng cấp Đại tá, và được bổ nhiệm làm Chỉ huy trưởng Trung tâm Huấn luyện Quốc gia Quang Trung thay thế Trung tướng Mai Hữu Xuân được cử giữ chức Đô trưởng Sài Gòn.
Đầu tháng 2 năm 1964, sau cuộc "Chỉnh lý nội bộ" do tướng Nguyễn Khánh cầm đầu, mục đích thanh lọc nhóm tướng lĩnh đang cầm quyền, ông được lệnh bàn giao Trung tâm Huấn luyện lại cho Trung tá Phạm Văn Liễu . Ngay sau đó, ông được bổ nhiệm chức vụ Tư lệnh Sư đoàn 5 Bộ binh thay thế Thiếu tướng Nguyễn Văn Thiệu được cử làm Tham mưu trưởng Liên quân. Ngày 8 tháng 4, ông được thăng cấp Chuẩn tướng tại nhiệm. Giữa năm, ông bàn giao Sư đoàn 5 lại cho Đại tá Cao Hảo Hớn, thuyên chuyển về Bộ Tổng tham mưu giữ chức phụ tá Tổng cục trưởng Tổng cục Quân huấn. Tháng 10 cùng năm, ông được thăng cấp Thiếu tướng tại nhiệm.

### Giã từ binh nghiệp
Cuối năm 1965, ông được giải ngũ trước niên hạn. Trở về đời sống dân sự, ông cùng gia đình sinh sống tại Sài Gòn.

## 1975
Ngày 30 tháng 4, ông cùng gia đình di tản khỏi Việt Nam sang định cư tại Tiểu bang California, Hoa Kỳ.
Ngày 24 tháng 2 năm 2017, ông từ trần tại nơi đinh cư, hưởng thọ 92 tuổi.

## Gia đình
- Phu nhân: Lê Thị Thu Thủy

Ông bà có 5 người con (2 trai, 3 gái):
Đặng Kiều Diễm. Đặng Chi Mai, Đặng Bình Chúc, Đặng Cường Linh, Đặng Lâm Thúy.